# Tyfoonseizoen van de Grote Oceaan 2007
Het tyfoonseizoen van de Grote Oceaan 2007 duurt het hele jaar door en beslaat het gebied van de westelijke Grote Oceaan, westelijk van de datumgrens en noordelijk van de evenaar. Weliswaar loopt het seizoen het hele jaar door, toch vormen de meeste tropische cyclonen zich in de maanden mei tot november. Wat betreft nomenclatuur en classificatie rijzen er enige problemen met dit gebied.
Hoewel de Wereld Meteorologische Organisatie het Japans Meteorologisch Instituut te Tokio heeft aangewezen als regionaal gespecialiseerd meteorologisch centrum, zoals het National Hurricane Center dat is voor de Atlantische Oceaan en oostelijke Grote Oceaan, zijn er nog een aantal andere instituten die zich toeleggen op het analyseren van, voorspellen van en waarschuwen voor tropische cyclonen. Daarbij komt nog dat deze instituten niet allemaal dezelfde classificaties aanhouden en het Filipijnse instituut daarnaast nog een aparte namenlijst hanteert. Om het nog ingewikkelder te maken kunnen tropische cyclonen uit het bassin van de centrale Grote Oceaan de datumgrens oversteken en in dit bassin terechtkomen, waarna zij hun naam blijven behouden. De eerste tropische cycloon van het seizoen vormde zich op 31 maart.

## Instituten

### Japans Meteorologisch Instituut (JMI,Engels: JMA)
Het Japans Meteorologisch Instituut te Tokio is het regionaal gespecialiseerd meteorologisch centrum, erkend door de Wereld Meteorologische Organisatie en daarmee het officiële zenuwcentrum voor dit bassin. Het Japans Meteorologisch Instituut definieert doorstaande wind als gemeten over een periode over 10 minuten zoals dit gebruikelijk is bij de Schaal van Beaufort.
Classificatie die het Japans Meteorologisch Instituut hanteert:
- Tropische depressie: Doorstaande windsnelheden (10 minuten) van 33 Knopen hetgeen overeenkomt met 7 Beaufort of minder.
- Tropische storm: Doorstaande windsnelheden (10 minuten) van 34 tot 47 Knopen hetgeen overeenkomt met 8 en 9 Beaufort.
- Zware tropische storm: Doorstaande windsnelheden (10 minuten) van 48 tot 63 Knopen hetgeen overeenkomt met 10 en 11 Beaufort.
- Tyfoon: Doorstaande windsnelheden (10 minuten) van 64 en meer Knopen hetgeen overeenkomt met 12 Beaufort.

### Joint Typhoon Warning Center (JTWC)
Het Joint Typhoon Warning Center is een gezamenlijke instelling van de Amerikaanse Luchtmacht en Marine, die ressorteert en ondergebracht is onder het Naval Pacific Meteorology and Oceanography Center en gevestigd is te Pearl Harbor, Hawaï. Het Joint Typhoon Warning Center definieert doorstaande wind als gemeten over een periode over 1 minuut zoals dit gebruikelijk is bij de Schaal van Saffir en Simpson. Het Joint Typhoon Warning Center doopt geen cyclonen, maar nummert ze. Tropische cyclonen dragen na hun nummer het achtervoegsel '-W' om ze te onderscheiden van tropische cyclonen die hun oorsprong in het centrale deel ('-C') of het oostelijk deel ('-E') hebben.
Classificatie die het Joint Typhoon Warning Center hanteert:
- Tropische depressie: Doorstaande windsnelheden (1 minuut) van 33 Knopen hetgeen overeenkomt met een zwakke 7 Beaufort of minder.
- Tropische storm: Doorstaande windsnelheden (1 minuut) van 34 tot 47 Knopen hetgeen overeenkomt met een sterke 7, 8, 9 en 10 Beaufort.
- Tyfoon: Doorstaande windsnelheden (1 minuut) van 64 en meer Knopen hetgeen overeenkomt met 11 en 12 Beaufort.
- Super tyfoon: Doorstaande windsnelheden (1 minuut) van 115 en meer Knopen hetgeen overeenkomt een sterke vierdecategorieorkaan.

### Het Filipijnse Instituut voor Atmosferische, Geofysische en Astronomische Diensten (PAGASA)
Het Filipijnse Instituut voor Atmosferische, Geofysische en Astronomische Diensten (PAGASA) legt zich toe op tropische cyclonen in het gebied binnen de volgende coördinaten: 25°NB 120°OL, 5°NB 135°OL, 5°NB 115°OL, 15°NB 115°OL, 21°NB 120°OL. Indien een tropische cycloon ontstaat binnen dit gebied of van buiten uit dit gebied binnenloopt, geeft het PAGASA hem een naam. Zo hebben deze tropische cyclonen meestal een officiële naam van het Japans Meteorologisch Instituut en een Filipijnse naam. Aangezien het PAGASA doorstaande wind definieert als gemeten over een periode over 1 minuut zoals dit gebruikelijk is bij de Schaal van Saffir en Simpson, kan het zijn dat een systeem een Filipijnse naam heeft, maar volgens het Japans Meteorologisch Instituut nooit tot tropische storm is gepromoveerd.
Classificatie die het PAGASA hanteert:
- Tropische depressie: Doorstaande windsnelheden (1 minuut) van 33 Knopen hetgeen overeenkomt met een zwakke 7 Beaufort of minder.
- Tropische storm: Doorstaande windsnelheden (1 minuut) van 34 tot 47 Knopen hetgeen overeenkomt met een sterke 7, 8, 9 en 10 Beaufort.
- Tyfoon: Doorstaande windsnelheden (1 minuut) van 64 en meer Knopen hetgeen overeenkomt met 11 en 12 Beaufort.

### Het Chinees Meteorologisch Instituut (CMI,Engels: CMA)
Het Chinees Meteorologisch Instituut (CMA) hanteert een geheel eigen schaal, die de schaal van Beaufort met de schaal van Saffir en Simpson combineert. Zo is kracht 13 op die schaal vergelijkbaar met categorie 2 op de schaal van Saffir en Simpson.

### Andere Instituten
Er zijn nog andere meteorologische instituten met een regionaal karakter, zoals het Waarnemingscentrum van Hongkong (WHK) en het Regionaal Meteorologisch Centrum van Kanton (RMCK).

## Cyclonen
De lijst hieronder is op chronologische volgorde en wel zo mogelijk naar de volgorde waarin het JMI de cyclonen heeft benoemd. Eerst wordt de classificatie van het Japans Meteorologisch Instituut genoemd, dan die van het Joint Typhoon Warning Center. Is de classificatie van het Japans Meteorologisch Instituut gelijk aan die van het Joint Typhoon Warning Center, dan volgt alleen het nummer, dat het JTWC aan het systeem heeft toegekend. De eventuele Filipijnse naam is altijd tussen haakjes weergegeven. Als het PAGASA en/of het JTWC een andere classificatie heeft toegekend dan het JMI, staat dat tussen haakjes vermeld. Een naam zonder haakjes betekent dat de cycloon is erkend door het JMI. Een nummer met het achtervoegsel '-W' is vergeven door het JTWC en betekent dat de cycloon door die instelling is erkend. Een naam tussen haakjes duidt erop, dat de tropische cycloon op enig moment in zijn bestaan in het gebied van het PAGASA is binnen gedrongen. Vaak wordt de betrokkenheid van het PAGASA niet nader in de paragrafen besproken. Is een tropische cycloon niet door het Japans Meteorologisch Instituut erkend, dan staat, indien het door het PAGASA of JTWC is erkend, dit tussen haakjes vermeld. Regionale instituten worden alleen tussen haakjes vermeld, wanneer de cycloon niet door het JMI, het PAGASA of het JTWC is erkend. Als een tropische cycloon uit een ander basin is overgelopen, staat als laatste de eerdere classificatie en tussen haakjes het verantwoordelijke instituut vermeld.

### Tyfoon Kong-rey (01W)

Kong-reys passage door de Marianen op 3 april, zoals waargenomen door de radar van Guam.

Op 26 maart ontstond er een breed lagedrukgebied boven de westelijke Grote Oceaan, ten oosten van de Chuukeilanden. Het systeem trok westnoordwestwaarts en won langzamerhand aan tropische kenmerken. Op 31 maart erkende het JMI en het JTWC het systeem als tropische depressie. De tropische depressie 01W won verder aan kracht en dezelfde dag nog promoveerden het JMI en het JTWC tropische depressie tot tropische storm Kong-rey. De naam Kong-rey is voorgedragen door Cambodja en is zowel de naam van een schone jongedame uit een legende van de Khmer, als ook de naam van een berg. Kong-rey trok verder westnoordwestwaarts en promoveerde op 1 april tot zware tropische storm. Daarna draaide zij haar koers bij naar meer noordwestelijke richting. Zij zette koers naar het eiland Guam, de Marianen, het eiland Rota, Tinian en Saipan.
Voor deze gebieden werd er een tyfoonwaarschuwing uitgegeven. Op 2 april promoveerde het JTWC kong-rey tot tyfoon. Uiteindelijk werd het eiland Guam niet rechtstreeks getroffen, maar passeerde Kong-rey ten noordoosten van het eiland in de richting van de noordelijke Marianen. Op 3 april passeerde Kong-rey de noordelijke Marianen, ten zuiden van Alamagan. Enkele uren later promoveerde ook het JMI Kong-rey tot tyfoon, toen zij een gehavend oog ontwikkelde van ongeveer 30 km in doorsnee. Later die dag bereikte Kong-rey haar hoogtepunt met windsnelheden tot 167 km/uur (1 min), tot 139 km/uur over 10 minuten en met windstoten tot 204 km/uur bij en minimale druk van 960 hPa. Daarna nam Kong-rey in kracht af en boog versneld af naar het noorden en noordoosten, waarbij Kong-rey haar tropische kenmerken begon te verliezen. Op 4 april degradeerde Kong-rey tot zware tropische storm en een dag later tot tropische storm.
Op 5 april staakte het JTWC het volgen van Kong-rey. Op 6 april volgde het JMI, toen zij haar transformatie tot extratropisch systeem had voltooid. Kong-rey eiste geen slachtoffers en richtte slechts minimale schade aan op en rond de Marianen.

### Tropische depressie, niet nader omschreven (Thais Meteorologisch Bureau)

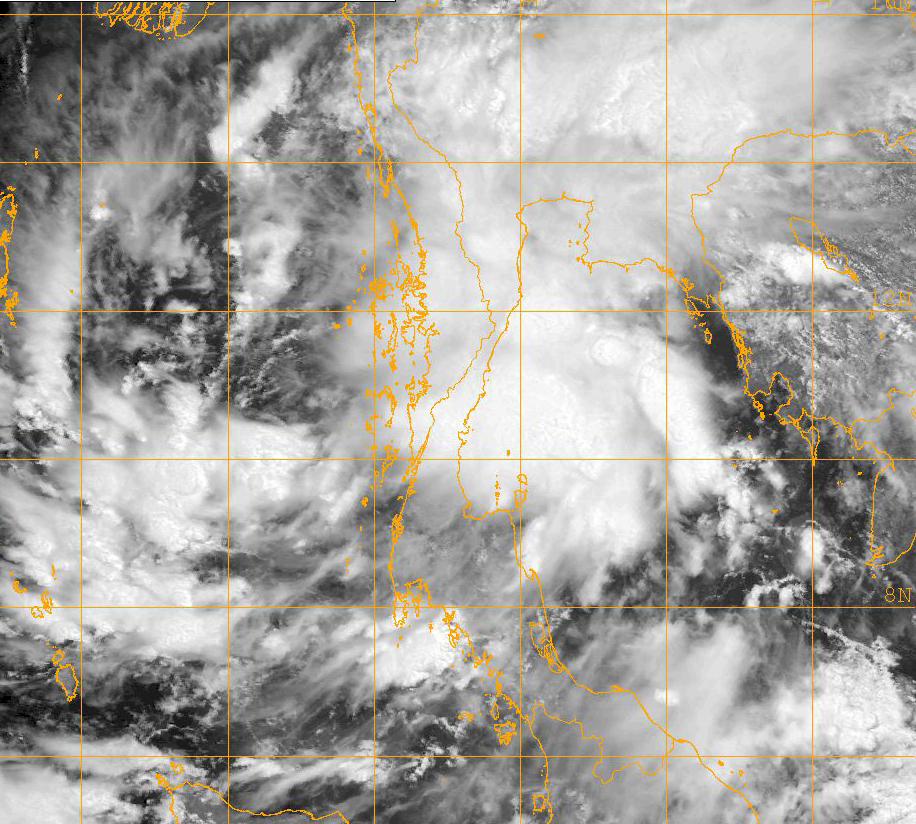
De tropische depressie boven de Golf van Thailand op 1 mei.

Op 26 april vormde zich een storing ten oosten van het schiereiland Malakka, dat enkele dagen later uitgroeide tot een lagedrukgebied. Op 1 mei verhief het Thais Meteorologisch Bureau het systeem tot tropische depressie. De tropische depressie trok westwaarts en landde bij Amphoe Pathiu, in de provincie Changwat Chumphon. Zij stak de Landengte van Kra over, waardoor zij de Andamanse Zee bereikte en daarmee het bassin van de Grote Oceaan verliet. Hoewel de tropische depressie door geen enkel ander instituut werd erkend, kon zij door haar overvloedige regenval toch flink huishouden tijdens haar overtocht; op 4 mei werd de provincie Changwat Prachuap Khiri Khan tot rampgebied verklaard. Het water stond op sommige plaatsen een meter diep. In Prachuap Khiri Khan werd een gevangenis geëvacueerd, nadat deze geïnundeerd was en ook waren er diverse overstromingen en aardverschuivingen, zoals ook in de provincie Changwat Surat Thani. De tropische depressie beleefde haar hoogtepunt op 1 mei met windsnelheden tot 56 km/uur en een minimale druk van 1006 hPa.

### Tyfoon Yutu, 02W (Amang)

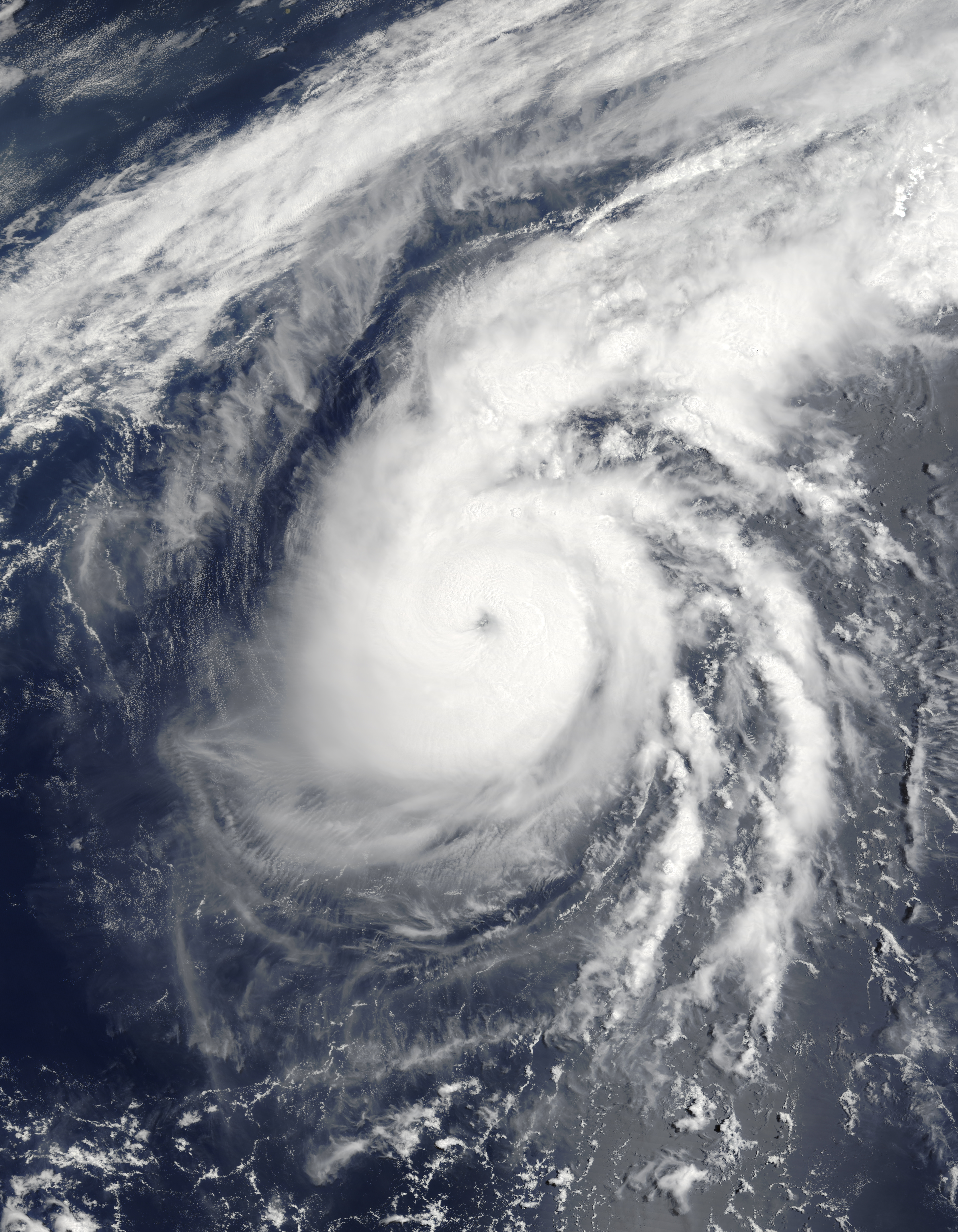
Tyfoon Yutu op 20 mei, vlak voor het bereiken van zijn hoogtepunt.

Op 15 mei organiseerde een tropische storing ten zuidzuidoosten van Guam zich tot tropische depressie. Het JMI promoveerde haar direct tot tropische depressie, in tegenstelling tot het JTWC dat de volgende dag meer dan een etmaal later volgde en haar tropische depressie 2-W doopte. Gedurende die tijd ontwikkelde zij zich zeer traag. Tropische depressie 2-W trok westwaarts en promoveerde op 17 mei tot tropische storm Yutu. De naam Yutu is voorgedragen door de Volksrepubliek China en is de naam van een konijn uit een Chinese fabel. Yutu zette koers richting Yap. Daarna wendde Yutu naar het noordwesten en liep op 18 mei het gebied binnen van het PAGASA, die het de tropische storm de Filipijnse naam Amang meegaf. Niet veel later promoveerde Yutu tot zware tropische storm. Het JTWC promoveerde Yutu 2-W op 18 mei tot tyfoon. Yutu draaide bij naar het noordnoordwesten en later op 18 mei promoveerde het JMI Yutu tot tyfoon.
Yutu draaide om naar het noordoosten, richting Iwo Jima en nam daarna snel in kracht toe; er ontwikkelde zich een oog onder gunstige omstandigheden met een goede uitstoot aan polaire zijde en onder weinig schering, bereikte de tyfoon op 20 mei een sterkte equivalent aan een vierdecategorieorkaan. Yutu bereikte die dag zijn hoogtepunt met windsnelheden tot 176 km/uur (10 minuten), tot 231 km/uur (1 minuten) en windstoten tot 259 km/uur en een minimale druk van 935 hPa. Ondanks het koelere water, waarover Yutu koerste, wist hij zijn intensiteit te behouden, vanwege de uitstekende uitstoot aan zijn noordflank. Daarna zette de verzwakking in, hoewel Yutu als tyfoon over Okinotorishima trok en ten zuiden van Iwo Jima passeerde. Op Iwo Jima werden op 21 mei, 15h00 UTC windsnelheden van 122 km/uur en windstoten tot 193 km/uur waargenomen bij een druk van 976 hPa.
Yutu versnelde zijn koers in oostnoordoostelijke richting en begon zijn transformatie tot extratropische storm, waarop het JTWC zijn waarschuwingen staakte op 22 mei. Het JMI degradeerde tot zware tropische storm. Nadat Yutu later die dag zijn transformatie tot extratropische storm had voltooid, staakte ook het JMI het vervolgen van de storm.

## Namen
Het Japans Meteorologisch Instituut hanteert de volgende lijsten. De lijsten worden continu gebruikt en niet onderbroken door de kalender zoals in de Atlantische Oceaan of de oostelijke Grote Oceaan. Op de lijst heeft ieder land in het Verre Oosten twee namen bijgedragen. De zwartgedrukte namen zijn dit seizoen gebruikt, of indien vet gedrukt actief. Grijs gedrukte namen zijn vorig seizoen aan de beurt geweest, of moeten nog worden gebruikt. Doorgestreepte namen zijn vorig seizoen van de lijst geschrapt en de landen, die deze namen hebben voorgedragen zullen bij het 40e congres van het tyfooncomité van de Wereld Meteorologische Organisatie namen ter vervangingen aandragen. De volgende naam, die aan de beurt is, is Fitow.
| Bijdragend land  | Naam      | Naam          | Naam      | Naam     | Naam     |
| ---------------- | --------- | ------------- | --------- | -------- | -------- |
| Cambodja         | Damrey    | Kong-rey 0701 | Nakri     | Krovanh  | Sarika   |
| China            | Haikui    | Yutu 0702     | Fengshen  | Dujuan   | Haima    |
| Noord-Korea      | Kirogi    | Toraji 0703   | Kalmaegi  | Mujigae  | Meari    |
| Hongkong         | Kai-Tak   | Man-yi 0704   | Fung-wong | Choi-wan | Ma-on    |
| Japan            | Tembin    | Usagi 0705    | Kammuri   | Koppu    | Tokage   |
| Laos             | Bolaven   | Pabuk 0706    | Phanfone  | Ketsana  | Nock-ten |
| Macau            | Chanchu   | Wutip 0707    | Vongfong  | Parma    | Muifa    |
| Maleisië         | Jelawat   | Sepat 0708    | Nuri      | Melor    | Merbok   |
| Micronesia       | Ewiniar   | Fitow         | Sinlaku   | Nepartak | Nanmadol |
| Filipijnen       | Bilis     | Danas         | Hagupit   | Lupit    | Talas    |
| Zuid-Korea       | Kaemi     | Nari          | Changmi   | Sudal    | Noru     |
| Thailand         | Prapiroon | Wipha         | Mekkhala  | Nida     | Kulap    |
| Verenigde Staten | Maria     | Francisco     | Higos     | Omais    | Roke     |
| Vietnam          | Saomai    | Lekima        | Bavi      | Conson   | Sonca    |
| Cambodja         | Bopha     | Krosa         | Maysak    | Chanthu  | Nesat    |
| China            | Wukong    | Haiyan        | Haishen   | Dianmu   | Haitang  |
| Noord-Korea      | Sonamu    | Podul         | Noul      | Mindulle | Nalgae   |
| Hongkong         | Shanshan  | Lingling      | Dolphin   | Lionrock | Banyan   |
| Japan            | Yagi      | Kajiki        | Kujira    | Kompasu  | Washi    |
| Laos             | Xangsane  | Faxai         | Chan-hom  | Namtheun | Matsa    |
| Macau            | Bebinca   | Peipah        | Linfa     | Malou    | Sanvu    |
| Maleisië         | Rumbia    | Tapah         | Nangka    | Meranti  | Mawar    |
| Micronesia       | Soulik    | Mitag         | Soudelor  | Fanapi   | Guchol   |
| Filipijnen       | Cimaron   | Hagibis       | Molave    | Malakas  | Talim    |
| Zuid-Korea       | Chebi     | Noguri        | Koni      | Megi     | Nabi     |
| Thailand         | Durian    | Rammasun      | Morakot   | Chaba    | Khanun   |
| Verenigde Staten | Utor      | Matmo         | Etau      | Aere     | Vicente  |
| Vietnam          | Trami     | Halong        | Vamco     | Songda   | Saola    |

### Filipijnse lijst
Het PAGASA hanteert een lijst met namen, die wel door de kalender wordt onderbroken (ieder seizoen begint dus met 'A').
| - Amang 0702 - Bebeng 0704 - Chedeng 0706 - Dodong 0707 - Egay 0708 - Falcon (niet gebruikt) - Goring (niet gebruikt) | - Hanna (niet gebruikt) - Ineng (niet gebruikt) - Juaning (niet gebruikt) - Kabayan (niet gebruikt) - Lando (niet gebruikt) - Mina (niet gebruikt) - Nonoy (niet gebruikt) | - Onyok (niet gebruikt) - Pedring (niet gebruikt) - Quiel (niet gebruikt) - Ramon (niet gebruikt) - Sendong (niet gebruikt) - Tisoy (niet gebruikt) - Ursula (niet gebruikt) | - Viring (niet gebruikt) - Weng (niet gebruikt) - Yoyoy (niet gebruikt) - Zigzag (niet gebruikt) - Abe (niet gebruikt) - Berto (niet gebruikt) - Charo (niet gebruikt) | - Dado (niet gebruikt) - Estoy (niet gebruikt) - Felion (niet gebruikt) - Gening (niet gebruikt) - Herman (niet gebruikt) - Irma (niet gebruikt) - Jaime (niet gebruikt) |